# Керченский троллейбус
Керченский троллейбус (укр. Керченський тролейбус) — троллейбусная система в крымском городе Керчь. Введена в эксплуатацию 18 сентября 2004 года и стала последней открытой троллейбусной системой в Крыму и на постсоветском пространстве. Представлена единственным маршрутом.
Стоимость проезда с 1 января 2025 года составляет 35 рублей при оплате наличными, 30 рублей при безналичной оплате.

## История строительства
Первый проект троллейбусного транспорта в городе Керчи был разработан ещё в 1977 году. Планировалось построить три городских линии: в центр к железнодорожному вокзалу, к заводу имени Войкова и в микрорайон Аршинцево. Начатые в 1978 году работы шли очень низкими темпами. Поэтому срок открытия дважды сдвигали, сначала на 1988 год, потом на 1990.
В конце 1980-х была попытка восстановить строительство, но в 1994 году строительство опять было остановлено. В сентябре 2003 года, Президент Украины Леонид Кучма распорядился возобновить строительство троллейбусного депо и опор. Пуск состоялся 18 сентября 2004 года в 12:35 в торжественной обстановке при участии делегации Кабмина Украины, в т.ч. Премьер-министра В. Януковича, которому был вручен проездной билет №АК 0002 (билет №АК 0001 был зарезервирован за Л. Кучмой). Через пару лет было принято решение о расширении сети — строительстве второй очереди, которая была торжественно открыта 16 сентября 2007 года. 12 сентября 2009 года, в день города, была открыта третья очередь до ЖД вокзала.

## Маршруты
| Троллейбусные маршруты Керчи | Троллейбусные маршруты Керчи           | Троллейбусные маршруты Керчи | Троллейбусные маршруты Керчи    |
| № марш.                      | Конечные пункты                        | Маршрут | Примечание                      |
| ---------------------------- | -------------------------------------- | --- | ------------------------------- |
| 1                            | Ворошиловское кольцо — КМК им. Войкова | Камыш-Бурунское шоссе — ул. Свердлова — Музей — Адмиралтейский проезд — ул. Кирова — ул. Маршала Ерёменко — Автовокзал — ул. Горького — Гагаринское кольцо — ул. Генерала Петрова — ул. Войкова — КМК им. Войкова — ул. Войкова — ул. Генерала Петрова — Гагаринское кольцо — ул. Горького — Автовокзал — Вокзальное шоссе — ж/д Вокзал — Вокзальное шоссе — Автовокзал — ул. Маршала Ерёменко — ул. Кирова — Адмиралтейский проезд — ул. Свердлова — Камыш-Бурунское шоссе | Обратно с заходом на ж/д вокзал |

## Подвижной состав
В мае 2021 на линии замечены только ВМЗ-5298 и один ЮМЗ. Участок Гагаринское кольцо — Завод Войкова троллейбусы проходили на автономном ходу, а ЮМЗ и машины без АХ на него не заезжали.
После ремонта подстанции на ул. Генерала Петрова в декабре 2021, все машины опять пошли по обычному расписанию

### Действующий
|  | ВМЗ-5298.01-50 «Авангард» | 7 | 3 машины переданы из системы Крымского троллейбуса |
|  | ЮМЗ-Т2-09                 | 0 | 10 машин, ранее эксплуатировались на междугородней трассе Симферополь — Алушта — Ялта, за исключением 011. Троллейбусы 001-010 списаны и утилизированы в 2023 году. 011 отстранён от эксплуатации с 09.2022 |
|  | ЮМЗ-Т2                    | 0 | 3 шт. в 2023 году списаны и утилизированы |

## Инфраструктура системы

### Конечные станции городских маршрутов с диспетчерскими пунктами
- Ворошиловское кольцо — единственная в городе конечная станция

### Конечные и разворотные кольца
- Автовокзал — Кольцо имеет разворот на Ворошиловское кольцо.
- Гагаринское кольцо — ранее использовалось конечной маршрута № 1

## Перспективы
Планировалась поставка троллейбусов с автономным ходом для запуска троллейбусного маршрута до Аршинцево.
Планировалось строительство линии в Аршинцево до з-да «Залив».
Однако, эти планы не были осуществлены, на маршруты в Аршинцево были добавлены дополнительные автобусы большой вместимости.
Планировалось разделение маршрута № 1 на два: Ворошилова — Автовокзал, Войкова — ж/д Вокзал.
Летом 2020 года основной проблемой сети было отсутствие подстанции на Гагаринском кольце, из-за чего была необходимость или купить ещё несколько машин с УАХ (что более вероятно), или установить подстанцию для использования там ЮМЗ.
Зимой 2021 года было восстановлено движение от Гагаринского кольца до металлургического завода.

## Троллейбусный парк
Троллейбусный парк: шоссе Героев Сталинграда, 21.

### Социальные сети
- Сообщество в «Facebook»